# 1843 v športu
1843 v športu.

## Bejzbol
- Delno organiziran New York Club začne igrati bejzbol na stadionu Elysian Fields v Hobokenu, New Jersey.

## Konjske dirke
- Grand National - zmagovalec Vanguard, jahač Tom Olliver

## Rojstva
- neznan datum – John Graham Chambers, britanski veslač